# 小行星8160
小行星8160（英語：8160）是一颗围绕太阳公转的小行星。1990年6月21日，亨利·E·霍爾特在帕洛马山发现了此天体。
这颗小行星的绝对星等为218.40689等。